# Cactilio
Cactilio, también llamado Cacticilio (conocido en Japón como Sabotender (サ ボ テ ン ダ ー Sabotendā?)), es una especie ficticia de aspecto vegetal de la franquicia de videojuegos Final Fantasy. Por lo general, se representan como cactus antropomórficos con caras de haniwa en una pose de carrera. Uno de los elementos recurrentes de la serie, apareció inicialmente como un enemigo en Final Fantasy VI. En la década de 2010, Cactilio alcanzó una gran popularidad entre los fanáticos de Final Fantasy y se considera una de las mascotas establecidas de la serie junto con los Moguris y Chocobos. Si bien los Cactilios siguen apareciendo como enemigos recurrentes en los títulos posteriores, también se los representa como aliados invocables y como personajes amistosos.

## Desarrollo
Según el artista, diseñador de videojuegos y director de Square Enix, Tetsuya Nomura, el concepto de Cactilio se basa en un garabato que dibujó en un cuaderno cuando asistía a la escuela secundaria. El diseño de la cara de la especie se asemeja a las haniwa, un tipo de figura de arcilla utilizada tradicionalmente con fines rituales y funerarios durante el período Kofun en la historia japonesa.
Para Final Fantasy XV, el equipo de desarrolladores señaló que tenían que hacer consideraciones cuidadosas sobre cómo lidiar con la inclusión de personajes cómicos o lindos en un juego diseñado para ser más realista que sus predecesores. Los diseñadores enfatizaron la textura física de Cactilio y la representación del interior de su boca para hacerlo más realista, como un tipo de vida silvestre en el mundo del juego.

## Características
Los Cactilios se representan típicamente con brazos y piernas rígidos sin manos ni pies, tres puntos negros en la cara (que representan dos ojos y una boca alargada) y tres púas amarillas en la parte superior de la cabeza. La silueta del personaje se asemeja al símbolo japonés 卍, pronunciado como «manji», que es tradicionalmente un símbolo sagrado y auspicioso en Japón. Incluso en los títulos modernos, se ven y se mueven como una marioneta, balanceándose sobre una pierna con las otras dobladas en ángulos de 90 grados. Son notoriamente difíciles de golpear, y mejor conocidos por su ataque defensivo, 1000 Espinas, que típicamente hace exactamente mil puntos de daño a un oponente, independientemente de su defensa. En otros juegos, poseen un ataque de 10 000 agujas aún más poderoso. Muchas variantes de Cactilios han aparecido en varios juegos, algunas de ellas son más grandes y voluminosas. Generalmente se representa en una pose de frente sin su parte trasera visible, sin embargo, en Final Fantasy XV se ha observado que tienen un trasero prominente cuando se fotografían desde atrás.
En Final Fantasy XV hay tres variantes de la criatura: el Cactuar regular, el Slactuar y el Gigantuar. Los dos primeros son enemigos similares en apariencia con una probabilidad muy baja de aparecer, e intentarán huir del jugador cuando se lo encuentren. Gigantuar se encuentra como parte de una misión secundaria opcional en el juego. Todas las variantes son enemigos difíciles en combate, pero aportan una gran cantidad de puntos de experiencia y elementos útiles al ser derrotados.

## Apariciones
En su primera aparición en Final Fantasy VI, los Cactilios se encuentran en un pequeño desierto al oeste de la ciudad de Maranda. La mayoría de los ataques (físicos o de otro tipo) fallan por completo, a pesar de que solo tiene 4 puntos de vida, lo que dificulta derrotarlo sin el uso de elementos especiales. Desde entonces han aparecido en casi todos los juegos de la serie, y ocasionalmente se presentan como aliados invocables o personajes amistosos. En World of Final Fantasy, los personajes principales pueden viajar en un tren operado por un Cactilio.
Square Enix creó y promovió un mod que altera cosméticamente los PNJ de Final Fantasy XV: Windows Edition en Cactilios,  ejemplo de compatibilidad total de los mods para la versión para PC del juego. El gerente de desarrollo, Kenichi Shida, indicó antes del lanzamiento de Final Fantasy XV: Windows Edition el 6 de marzo de 2018 que el equipo de desarrollo tenía la intención de introducir variantes del mod que permitan a los jugadores personalizar la apariencia de los personajes del título en otras criaturas como Chocobos y Moguris en una fecha posterior, junto con el lanzamiento público de la herramienta de modificación del juego. Un aspecto cosmético para armas de tipo espada llamado el mod «Cactbar» también está disponible para descargar junto con el mod del traje de Cactilios.
Los cactus también han aparecido en crossovers de videojuegos, como Mario Hoops 3-on-3, Mario Sports Mix y Dragon Quest X. Como parte del evento entre Monster Hunter: World y Final Fantasy XIV en 2018, los Cactilios que aparecen en el campo de batalla pueden usarse como trampas ambientales. Los jugadores también pueden encontrar esquejes de Cactilio en el mapa. Matthew Adler de IGN señaló que Cactilio ha aparecido en 49 juegos de Final Fantasy y 16 títulos que no pertenecen a la franquicia desde 2020.

## Productos y promoción
Al igual que los Moguris y Chocobos, Cactilio ha estado ligado a numerosos productos relacionados con la temática de Final Fantasy, a veces en colaboración con terceros como Universal Studios Japan y Sony Interactive Entertainment para el videojuego de 2017 Everybody's Golf. Ejemplos de mercancía que presentan a Cactilio como su iconografía incluyen gorras, chaquetas, llaveros de peluche, pasteles con temas navideños, dulces de boda, entre otros.
Cactilio se incluye como una característica exclusiva de las ediciones especiales de Final Fantasy VII Remake. Este aparece como un aliado que se puede invocar, disponible a través de contenido descargable.

## Recepción

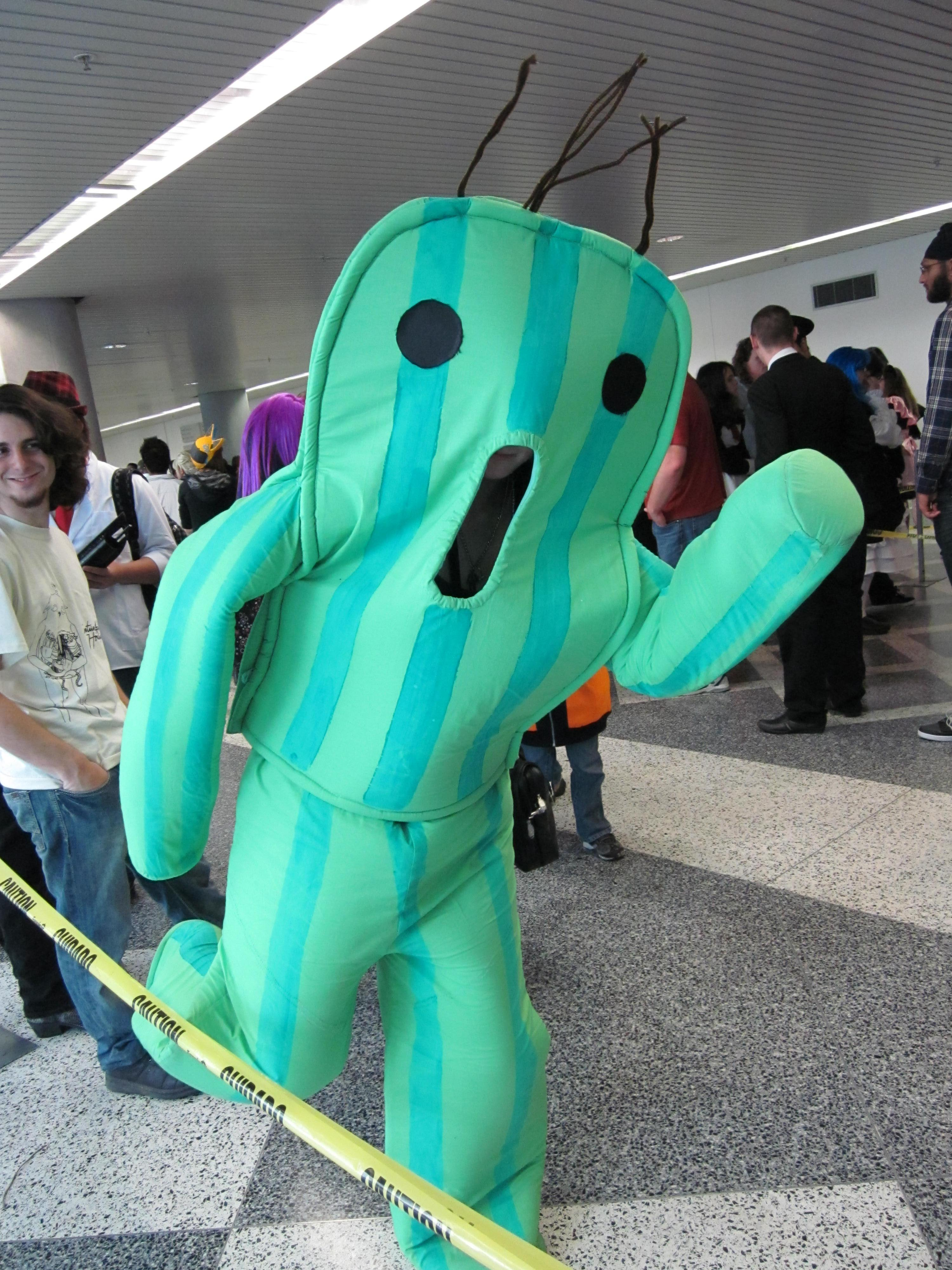
Un cosplay de Cactilio

Cactilio ha sido bien recibido y, a menudo, se describe como un elemento icónico de la franquicia de Final Fantasy. Jason Wilson de VentureBeat lo calificó como su monstruo de videojuego favorito y dijo que, aunque «un poco lindos», «pueden dar miedo, [...] especialmente cuando estas criaturas cobardes se quedan en lugar de huir y lanzan su devastador ataque de 1000 espinas». Jim Sterling llamó al Cactilio «la mascota perenne favorita de todos» en una publicación de 2009 de Destructoid, y elogió su diseño para Final Fantasy XIII, que no se modificó con respecto a iteraciones anteriores. Mike Fahey de Kotaku declaró que el cactus «es una de las criaturas más icónicas de Final Fantasy». GameFan afirmó que «es uno de los enemigos de Final Fantasy más populares de todos los tiempos, a pesar de su incapacidad para hablar», diciendo que «su ataque de 1000 espinas puede ser bastante doloroso si tus personajes no tienen puntos de salud de tres dígitos». En la revisión de Darren Nakamura de World of Final Fantasy para Destructoid, encontró divertida a la especie.
Los mods con temática de Cactilio para Final Fantasy XV: Windows Edition han recibido una reacción variada. Joe Donnelly de PC Gamer estaba emocionado con el mod y encontró que el disfraz de Cactilio era lindo. En una publicación que destacaba ejemplos de usuarios que se divertían con el contenido modificado de Final Fantasy XV, Brian Ashcraft de Kotaku presentó el mod de Cactilio como un ejemplo de los mods "deliciosos y extraños" del juego. Por otro lado, Alex Avard de GamesRadar sintió que los disfraces de Cactilio son adorables pero «ligeramente espeluznantes», mientras que Zoe Delahunty-Light, también de GamesRadar, consideró que el mod de Cactbar era «extraño».